# Episodi di Guardia costiera (prima stagione)
La prima stagione della serie televisiva Guardia costiera è stata trasmessa in anteprima in Germania dalla ZDF tra il 19 aprile 1997 e il 16 luglio 1997.
| nº | Titolo originale     | Titolo italiano | Prima TV Germania | Prima TV Italia |
| -- | -------------------- | --------------- | ----------------- | --------------- |
| 0  | Küstenwache          |                 | 19 aprile 1997    |                 |
| 1  | Der Lockvogel        |                 | 23 aprile 1997    |                 |
| 2  | Die Jagd             |                 | 30 aprile 1997    |                 |
| 3  | Fischernetz          |                 | 7 maggio 1997     |                 |
| 4  | Eriks Geheimnis      |                 | 14 maggio 1997    |                 |
| 5  | Tanz auf dem Meer    |                 | 21 maggio 1997    |                 |
| 6  | Der Schleuser        |                 | 28 maggio 1997    |                 |
| 7  | Personenschutz       |                 | 4 giugno 1997     |                 |
| 8  | Insel im Nebel       |                 | 11 giugno 1997    |                 |
| 9  | Hoher Besuch         |                 | 18 giugno 1997    |                 |
| 10 | Gift                 |                 | 25 giugno 1997    |                 |
| 11 | Traumtänzer          |                 | 2 luglio 1997     |                 |
| 12 | In der Tiefe der See |                 | 9 luglio 1997     |                 |
| 13 | Die Operation        |                 | 16 luglio 1997    |                 |